# Jacek Sterna
Jacek Cezary Sterna (ur. 24 września 1958 w Kielcach) – polski specjalista chirurgii weterynaryjnej, wykładowca Szkoły Głównej Gospodarstwa Wiejskiego w Warszawie.

## Życiorys
Jacek Sterna w latach 1973–1977 uczył się w XLVII Liceum Ogólnokształcącym w Warszawie. Od 1977 do 1982 studiował na Wydziale Weterynaryjnym SGGW, gdzie 10 lipca 1982 uzyskał dyplom lekarza weterynarii. W 1993 doktoryzował się tamże na podstawie dysertacji Przeszczepianie allogenicznego ścięgna konserwowanego u koni (promotor – Wojciech Empel). Habilitował się w 2008, przedstawiając ogólny dorobek, w tym dzieło Badania nad operacyjnym leczeniem wybranych chorób przebiegających z uciskiem na rdzeń kręgowy u psów.
W październiku 1982 podjął pracę w Katedrze Chirurgii Zwierząt z Kliniką macierzystego wydziału. W latach 1984–1985 pracował w lecznicy w Kielcach. W 1985 powrócił na uczelnię. W 1993 uzyskał świadectwo użytkowe na przyrząd do szycia skóry, zaś w 2001 patent na przyrząd do przeszczepiania skóry. W 1994 rozpoczął działalność gospodarczą, otwierając gabinet weterynaryjny. Naukowo i w praktyce zajmuje się przede wszystkim chirurgią narządu ruchu, w tym kręgosłupa.
Żonaty, ojciec Radosława i Justyny. W wolnym czasie para się szkutnictwem.